# María Consuelo Porras
María Consuelo Porras Argueta (San Juan Comalapa, 23 de agosto de 1953) es una abogada y jurista guatemalteca, que se desempeña como fiscal general y jefa del Ministerio Público de Guatemala desde el 17 de mayo de 2018. 
Fue magistrada suplente de la Corte de Constitucionalidad de Guatemala electa por la Corte Suprema de Justicia para el periodo 2016-2020. Tiene una licenciatura en Ciencias Jurídicas y Sociales de la Universidad de San Carlos de Guatemala.
En abril de 2022, anunció que buscaría un segundo mandato para dirigir el Ministerio Público, y pese a algunos señalamientos y seria oposición en su contra, en mayo fue designada por el presidente Alejandro Giammattei para el nuevo período constitucional convirtiéndose en la primera fiscal general reelecta por un presidente en Guatemala.
Por su controvertido rol en las elecciones generales de 2023, Porras fue sancionada en 44 países (2 países de Norteamérica, 1 país de Sudamérica y 41 países de Europa). El 2 de junio de 2025, el presidente de Colombia, Gustavo Petro, durante un acto de Ministros, ordenó que se emitiera la prohibición nacional de entrada a cualquier lugar de Colombia a Consuelo Porras y allegados de la Cúpula criminal por el acto de exigir una orden de captura «espuria y sin fundamento legal» contra ex comisionados de la Comisión Internacional contra la Impunidad en Guatemala que actualmente poseen respaldo y inmunidad internacional ante la ONU y la Corte Internacional de Justicia.

## Educación
Consuelo Porras tiene una licenciatura en Ciencias Jurídicas y Sociales obtenida en 1987, además de una maestría en Derecho Penal de 2011, ambas de la Universidad de San Carlos. Y tiene otra maestría de la Universidad Rural y Universidad San Pablo de Guatemala en Gestión Jurisdiccional del año 2013. Además, tiene un doctorado en Derecho de la Universidad Mariano Gálvez del año 2012.Pero se encontró que su tesis fue plagiada. Sin embargo no se hicieron mayores investigaciones del caso. 

## Controversias
El 23 de julio de 2021 destituyó a Juan Francisco Sandoval, fiscal encargado de la fiscalía de sección FECI (Fiscalía Especial Contra la Impunidad), quien había sido condecorado por los Estados Unidos por su trabajo contra la corrupción. Esto provocó el rechazo de un grupo de personas y funcionarios de Estados Unidos quienes veían en él un aliado y trabajador eficaz. La razón de la decisión fue porque, según la fiscalía, él no seguía órdenes y estaba formando prácticamente un poder paralelo dentro del Ministerio Público aprovechándose del reconocimiento que tenía de otros países. Por su parte los partidarios del fiscal destituido explicaron que esto era para entorpecer investigaciones que se realizaban en la fiscalía, hasta el día de hoy ninguna de las dos partes han comprobado ninguna acusación.
El 26 de julio de 2021 el académico Marco Fonseca publicó supuesta evidencia sobre el plagio que Porras hizo en la preparación de su tesis doctoral, que presenta como propios y sin dar crédito trozos extensos de la tesis de licenciatura del ya fallecido abogado Benigno Ramírez Choc.
El 20 de septiembre de 2021, el secretario de Estado de los Estados Unidos, Antony Blinken, publicó en su cuenta de Twitter que la fiscal general de Guatemala, Consuelo Porras, y el secretario general del Ministerio Público (MP), Ángel Pineda, fueron incluidos en la lista de actores corruptos y no democráticos de la sección 353 del informe sobre personas extranjeras que han participado en acciones que socavan procesos o instituciones democráticos, actos significativos de corrupción, u obstrucción de investigaciones sobre dicha corrupción en Guatemala, por acusaciones de Sandoval Alfaro ante la destitución que de la que fue objeto en el Ministerio Público.
En el año 2022 se postuló a la reelección en el cargo de Fiscal General, sus opositores aseguraron que tenía tachas que contravenían los requisitos de idoneidad ética incluidas en el proceso de selección de candidatos por los señalamientos sobre el supuesto plagio de la tesis doctoral y por los señalamientos del Departamento de Estado de los EE. UU., sin embargo, Porras fue nominada por la comisión de postulación y luego confirmada como Fiscal General por un segundo período como Fiscal General por el presidente de Guatemala, Alejandro Giammattei, el 16 de mayo de 2022. Se conoció que funcionarios estadounidenses habían solicitado a Giammattei que no la reeligiera, pero como una forma de demostrar que ellos no ejercían autoridad sobre él, terminó reeligiéndola para un segundo período.